# Frontino (ort)
Frontino är en ort i Colombia.   Den ligger i departementet Antioquía, i den nordvästra delen av landet, 300 km nordväst om huvudstaden Bogotá. Frontino ligger 1 460 meter över havet och antalet invånare är 8 603.
Terrängen runt Frontino är kuperad åt nordost, men åt sydväst är den bergig. Runt Frontino är det ganska glesbefolkat, med 35 invånare per kvadratkilometer. Frontino är det största samhället i trakten. I omgivningarna runt Frontino växer i huvudsak städsegrön lövskog.